# Giuseppe Civati

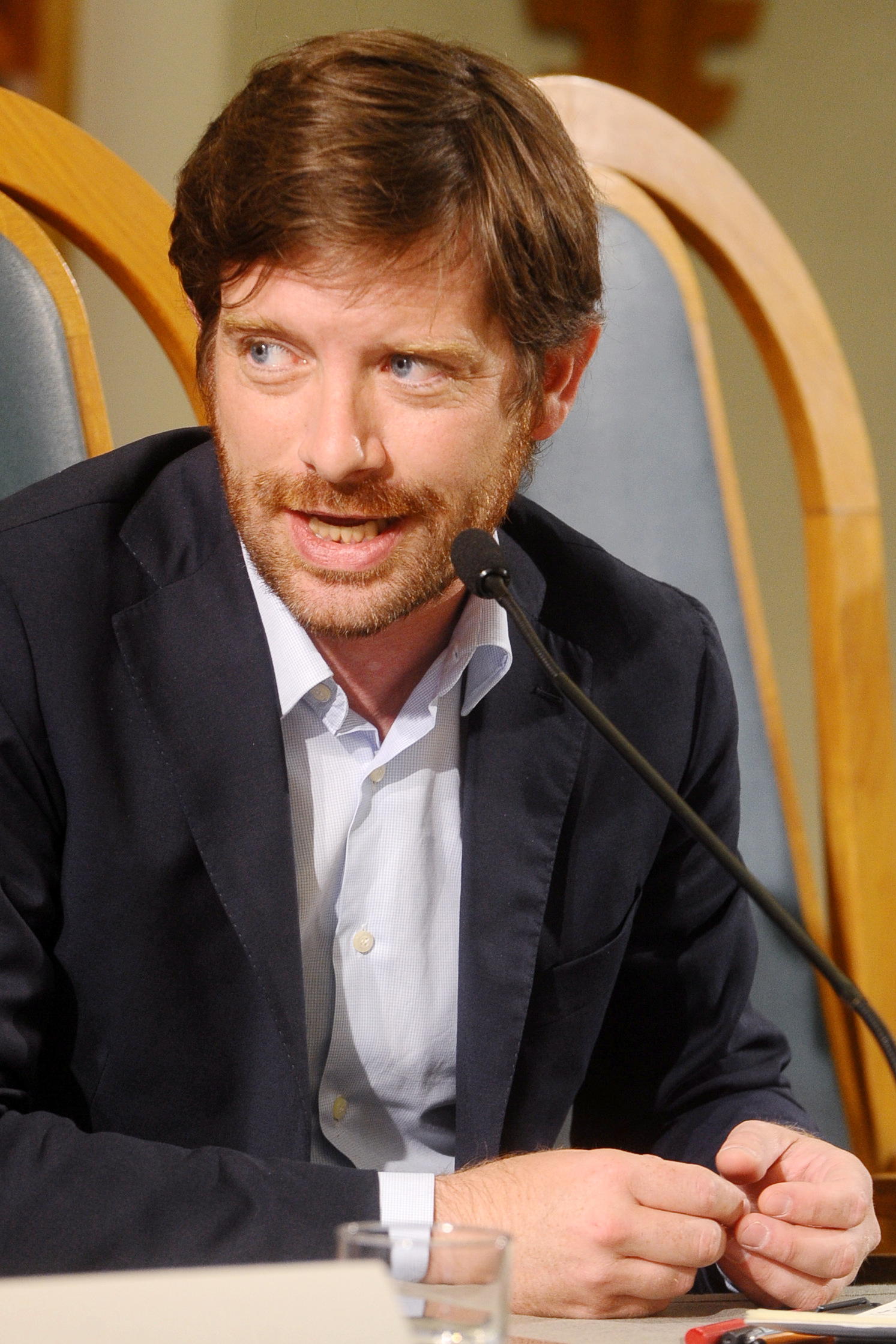
Giuseppe Civati (2014)

Giuseppe „Pippo“ Civati (* 4. August 1975 in Monza) ist ein italienischer Autor und Politiker. Er war von 2013 bis 2018 Mitglied der italienischen Abgeordnetenkammer und initiierte 2015 die linke Kleinpartei Possibile.

## Leben

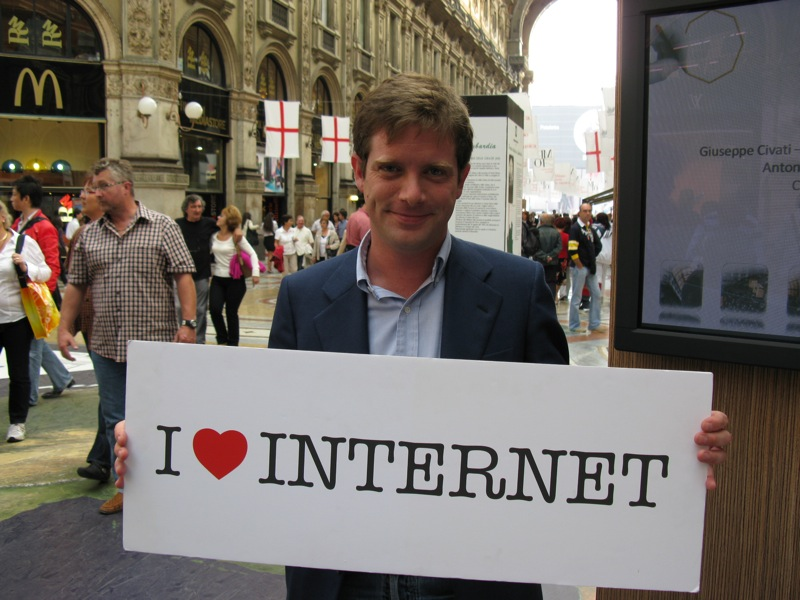
Civati bei einer Demonstration im Jahr 2008

### Bildung
Civati studierte nach der Matura am Gymnasium in Monza an der Staatlichen Universität Mailand Philosophie und promovierte dort im Jahre 2004. Zuvor hatte er bereits 2002 einen Aufbaustudiengang über die „Kultur des Humanismus und der Renaissance“ am Italienischen Institut für Renaissance-Studien in Florenz absolviert. Schwerpunkte seiner akademischen Arbeit sind die Renaissance-Philosophie (insbesondere die Figur Giordano Brunos) und das Hinterfragen der Globalisierung und ihre Wirkung auf die abendländischen Identität.

### Politische Tätigkeit
Seine politische Karriere begann Civati als Vertreter der Partito Democratico della Sinistra (PDS; Demokratische Linkspartei) im Stadtrat seiner Heimatstadt Monza 1997. Ab 2002 wirkte er als Parteisekretär der aus der PDS hervorgegangenen Democratici di Sinistra (DS; Linksdemokraten) für die Provinz Mailand und die Region Lombardei. Seit 2004 schreibt er über die aktuelle Politik in einem Blog. 2005 wurde er in den lombardischen Regionalrat gewählt. Seit ihrer Gründung 2007 war Civati Mitglied des Partito Democratico (PD). Nach dem Rücktritt Walter Veltronis als Parteivorsitzender am 17. Februar 2009, wurde Civati in einer Online-Umfrage der Wochenzeitschrift L’Espresso zum zweitbesten potenziellen Nachfolger Veltronis gewählt. Im November 2012 erklärte Civati seine Absicht, als Parteivorsitzender zu kandidieren.

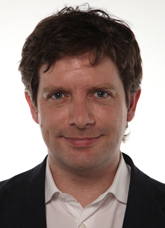
Civatis Porträt als Abgeordneter (2013)

Bei den Parlamentswahlen im Februar 2013 für die 17. Legislaturperiode zog Civati als Vertreter der lombardischen PD in die italienische Abgeordnetenkammer ein. Dort gehörte er bis Juli 2015 dem Ausschuss für Industrie, Handel und Tourismus an. Civati trat zur offenen Vorwahl der PD um den Parteivorsitz im Dezember 2013 an. Als Unterstützer Civatis sprachen sich u. a. die Senatoren Felice Casson, Corradino Mineo und Laura Puppato aus. Letztlich kam Civati mit 399.473 Stimmen (14,2 %) auf den dritten Platz hinter Matteo Renzi und Gianni Cuperlo. Civati blieb auch in der Folgezeit einer der schärfsten innerparteilichen Kritiker Renzis, der zusätzlich zum Parteivorsitz im Februar 2014 auch das Amt des italienischen Ministerpräsidenten übernahm. Civati lehnte die von Renzi vorangetriebene Austeritätspolitik, Reform des Arbeitsrechts (Jobs Act), des Wahlrechts und Verfassungsänderung ab und warf Renzi vor, die PD nach rechts zu führen.
Im Mai 2015 verließ Civati die PD und gründete im Monat darauf die Partei Possibile („Möglich“), die sich weiter links positioniert, für Bürgerrechte, Umverteilung und Umweltschutz einsetzt. Symbol der Partei ist ein Gleichheitszeichen, was ihr Eintreten für Gleichheit betonen soll. Drei Abgeordnete sowie die Europaparlamentarierin Elly Schlein folgten Civati. Er behielt sein Mandat in der Abgeordnetenkammer, wechselte aber von der PD-Fraktion in die „gemischte“ Gruppe der fraktionslosen Abgeordneten und vom Industrie- und Handelsausschuss in den Ausschuss für Kultur, Wissenschaft und Bildung. Civatis Ziel war zunächst, die verschiedenen Parteien, Gruppierungen und Politiker links von der PD, z. B. Sinistra Ecologia Libertà, Federazione dei Verdi, Stefano Fassinas Futuro a Sinistra, Sergio Cofferati, Maurizio Landini, in einer locker organisierten Partei zusammenzuführen, deren Wählerpotenzial er auf 10 % schätzte.
Tatsächlich schlossen sich diese zwar nicht seiner Partei an, im März 2017 bildete sich aber eine linke Fraktion im Abgeordnetenhaus (Sinistra Italiana – Sinistra Ecologia Libertà – Possibile – Liberi e Uguali). Civati kehrte wieder in den Ausschuss für Industrie zurück. Zu den Parlamentswahlen 2018 traten mehrere linke Parteien und Gruppen, darunter Possibile, Articolo 1 und Sinistra Italiana, auf der gemeinsamen Liste Liberi e Uguali („Die Freien und Gleichen“) an. Diese erhielt 3,4 % der Stimmen, was in 14 Sitzen im Abgeordnetenhaus und 4 im Senat resultierte. Nur einer der Sitze ging an ein Mitglied von Possibile, Luca Pastorino, während Civati aus dem Parlament ausschied. Er legte daraufhin auch den Parteivorsitz nieder, seine Nachfolgerin wurde Beatrice Brignone. Zur Europawahl 2019 kandidierte Civati auf der Liste Europa Verde (mit Federazione dei Verdi und den Südtiroler Grünen). Er war der Kandidat mit den meisten Vorzugsstimmen dieser Liste, die jedoch insgesamt nur 2,3 % der Stimmen und damit keinen Sitz im Europaparlament erhielt.

## Schriften
- Un dialogo sull’umanesimo. Hans-Georg Gadamer e Ernesto Grassi, L’Eubage, Aosta 2003.
- (Übers.) La libertà perduta. Dialogus de Libertate di Alamanno Rinuccini, Vittone editore, Monza 2003.
- No logos? Sommario sulla globalizzazione da un punto di vista filosofico, CUEM, Milano 2005.
- Nostalgia del futuro. La sinistra e il PD da oggi in poi, Marsilio, Venezia 2009.
- La rivendicazione della politica: cinque stelle, mille domande e qualche risposta, Fuorionda, Arezzo 2012.